# Чокмай
Чокма́й (также Чокмай (Вернера); укр. Чокмай, крымскотат. Çoqmay, Чокъмай) — исчезнувшее село в Джанкойском районе Республики Крым, располагавшееся на востоке района, в степной части Крыма, примерно в 2 км восточнее современного села Октябрь.

### Динамика численности населения
| - 1805 год — 97 чел. - 1864 год — 20 чел. - 1889 год — 31 чел. | - 1900 год — 96 чел. - 1915 год — 15/17 чел. - 1926 год — 77 чел. |

## История
Первое документальное упоминание села встречается в Камеральном Описании Крыма… 1784 года, судя по которому, в последний период Крымского ханства Чокмай входил в Насывский кадылык Карасубазар ского каймаканства. После присоединения Крыма к России (8) 19 апреля 1783 года, (8) 19 февраля 1784 года, именным указом Екатерины II сенату, на территории бывшего Крымского Ханства была образована Таврическая область и деревня была приписана к Перекопскому уезду. После Павловских реформ, с 1796 по 1802 год, входила в Перекопский уезд Новороссийской губернии. По новому административному делению, после создания 8 (20) октября 1802 года Таврической губернии, Чокмай был включён в состав Таганашминской волости Перекопского уезда.
По Ведомости о всех селениях в Перекопском уезде состоящих с показанием в которой волости сколько числом дворов и душ… от 21 октября 1805 года в деревне Чокмай числилось 12 дворов, 96 крымских татар и 1 ясыр. На военно-топографической карте генерал-майора Мухина 1817 года деревня Шокмай обозначена с 13 дворами. После реформы волостного деления 1829 года Чокмай, согласно «Ведомости о казённых волостях Таврической губернии 1829 года», передали в состав Башкирицкой волости. На карте 1836 года в деревне 20 дворов, как и на карте 1842 года.
В 1860-х годах, после земской реформы Александра II, деревню включили в состав Владиславской волости. того же уезда. В «Списке населённых мест Таврической губернии по сведениям 1864 года», составленном по результатам VIII ревизии 1864 года, Чокмай — владельческая татарская деревня, с 4 дворами и 20 жителями при колодцах. По обследованиям профессора А. Н. Козловского начала 1860-х годов, в селении вода в колодцах глубиной 3—5 саженей (6—10 м) была частью пресная, а чаще солёная. На трехверстовой карте Шуберта 1865—1876 года в деревне Чокмай отмечены 12 дворов, но, согласно «Памятной книжке Таврической губернии за 1867год», деревня стояла покинутая, ввиду эмиграции крымских татар, особенно массовой после Крымской войны 1853—1856 годов, в Турцию.
В «Памятной книге Таврической губернии 1889 года» по результатам Х ревизии 1887 года записан Чокмай, как не причисленный к волости, с 5 дворами и 31 жителем — так записывались, обычно, новые или новозаселённые деревни. Видимо, тогда в опустевшем Чокмае поселились крымские немцы колонисты.
После земской реформы 1890 года деревню отнесли к Ак-Шеихской волости. По «…Памятной книжке Таврической губернии на 1900 год» в деревне Чокмай числилось 96 жителей в 16 дворах. По Статистическому справочнику Таврической губернии. Ч.II-я. Статистический очерк, выпуск пятый Перекопский уезд, 1915 год, на хуторе Чокмай (Вернера) Ак-Шеихской волости Перекопского уезда числился 1 двор с русским населением в количестве 15 человек приписных жителей и 17 — «посторонних», из которых 19 мужчин и 13 женщин. При хуторе числилось 320 десятин удобной земли. В хозяйствах имелось 48 лошадей, — волов, 8 коров и 18 голов мелкого скота (по данным энциклопедического словаря «Немцы России» — с населением 18 человек).
После установления в Крыму Советской власти, по постановлению Крымревкома от 8 января 1921 года № 206 «Об изменении административных границ» была упразднена волостная система и в составе Джанкойского уезда был создан Джанкойский район. В 1922 году уезды преобразовали в округа. 11 октября 1923 года, согласно постановлению ВЦИК, в административное деление Крымской АССР были внесены изменения, в результате которых округа были ликвидированы, основной административной единицей стал Джанкойский район и село включили в его состав. Согласно Списку населённых пунктов Крымской АССР по Всесоюзной переписи 17 декабря 1926 года, в хуторе Чокмай, Ак-Шеихского сельсовета Джанкойского района, числилось 17 дворов, население составляло 77 человек, из них 33 украинца, 19 русских, 24 армянина, 1 болгарин. После образования в 1935 году Колайского района (переименованного указом ВС РСФСР № 621/6 от 14 декабря 1944 года в Азовский) село включили в его состав. В последний раз селение встречается на двухкилометровке РККА 1942 года.